# スセリビメ
スセリビメ（須勢理毘売、須世理毘売、須世理姫、須世理比売）は、日本神話に登場する女神。

## 概要
『古事記』では須勢理毘売命、須勢理毘売、須世理毘売、『先代旧事本紀』では須世理姫、また『出雲国風土記』では和加須世理比売命（わかすせりひめ）と表記されている。
誕生までの経緯は不明であるが、須佐之男命の娘であり大国主神の嫡妻。
『古事記』では以下のように描かれている。詳細は大国主の神話を参照。
父の須佐之男命とともに根の国に住んでいたが、葦原中国から八十神たちの追跡を逃れるために根の国を訪れた大穴牟遅神（＝大国主）と出会い、一目見てすぐに結婚した。須勢理毘売命が家に帰って大穴牟遅神を父に紹介したところ、父は大穴牟遅神を蛇のいる部屋や蜂とムカデのいる部屋に寝させた。須勢理毘売命は呪具である「比礼」を大穴牟遅神に与えてこれを救った。また、須佐之男命が頭の虱を取るよう命じ、実際にはムカデがいたのだが、須勢理毘売命は木の実と赤土を大穴牟遅神に与え、ムカデを噛み潰しているように見せかけるよう仕向けた。須佐之男命は安心して眠ってしまい、その間に大穴牟遅神が須佐乃男命の髪を部屋の柱に縛りつけ、生大刀と生弓矢と天詔琴を持って須勢理毘売命を背負って逃げ出した。気がついて走り出すも須佐之男命は追いつけず、大穴牟遅神に大国主神の名を与え、須勢理毘売命を本妻として八十神を平定し、立派な宮殿を建てるよう告げた。
大国主神は先に結婚した八上比売との間に、須勢理毘売命より先に子を得ていたが、八上比売は本妻の須勢理毘売命を畏れて木俣神を置いて実家に帰ってしまった。
また、八千矛神（＝大国主）が高志国の沼河比売のもとに妻問いに行ったことに対し須勢理毘売命は激しく嫉妬。困惑した八千矛神は大倭国に逃れようとするが、それを留める歌を贈り、二神は仲睦まじく鎮座することとなった。
『出雲国風土記』では神門郡滑狭郷条で大穴持命が和加須世理比売命に妻問いをする様子のみが描かれている。

## 考証
「須勢理」は「進む」の「すす」、「荒ぶ」の「すさ」と同根で勢いのままに事を行うこと、「命」が着かないことを巫女性の表れと解し、「勢いに乗って性行が進み高ぶる巫女」と考えられる。
また、度重なる嫉妬によって正妻が夫との絆を強めることとなるとされる。また正妻の嫉妬を受けることで王者の資質を証明することになるという。

## 解説
スセリビメの持つ激情は、神話において根の国における自分の父の試練を受ける夫の危機を救うことに対して大いに発揮されるが、一方で夫の妻問いの相手である沼河比売に対して激しく嫉妬することによっても発揮される。この嫉妬の激しさは女神の偉大な権威を証明するものだという説がある。
根の国での説話は、結婚相手の父から試練を与えられて、結婚相手の助言や手助けによって克服するという課題婚と呼ばれる神話の形式である。オオナムジはこの試練をスセリビメの助けを得て乗り越え、正妻としたことにより、真に大国主になることができたと考えられる。

## 祀る神社
大国主神とともに祀られている場合がほとんどである。
- 出雲大社（島根県出雲市） - 摂社大神大后神社（御向社）
- 那売佐神社（島根県出雲市）
- 春日大社（奈良県奈良市） - 末社夫婦大国社
- 國魂神社（福島県いわき市）
- 総社宮（岡山県岡山市）
- 備中国総社宮（岡山県総社市）

など全国の神社で祀られている。